# Big Baby Tape

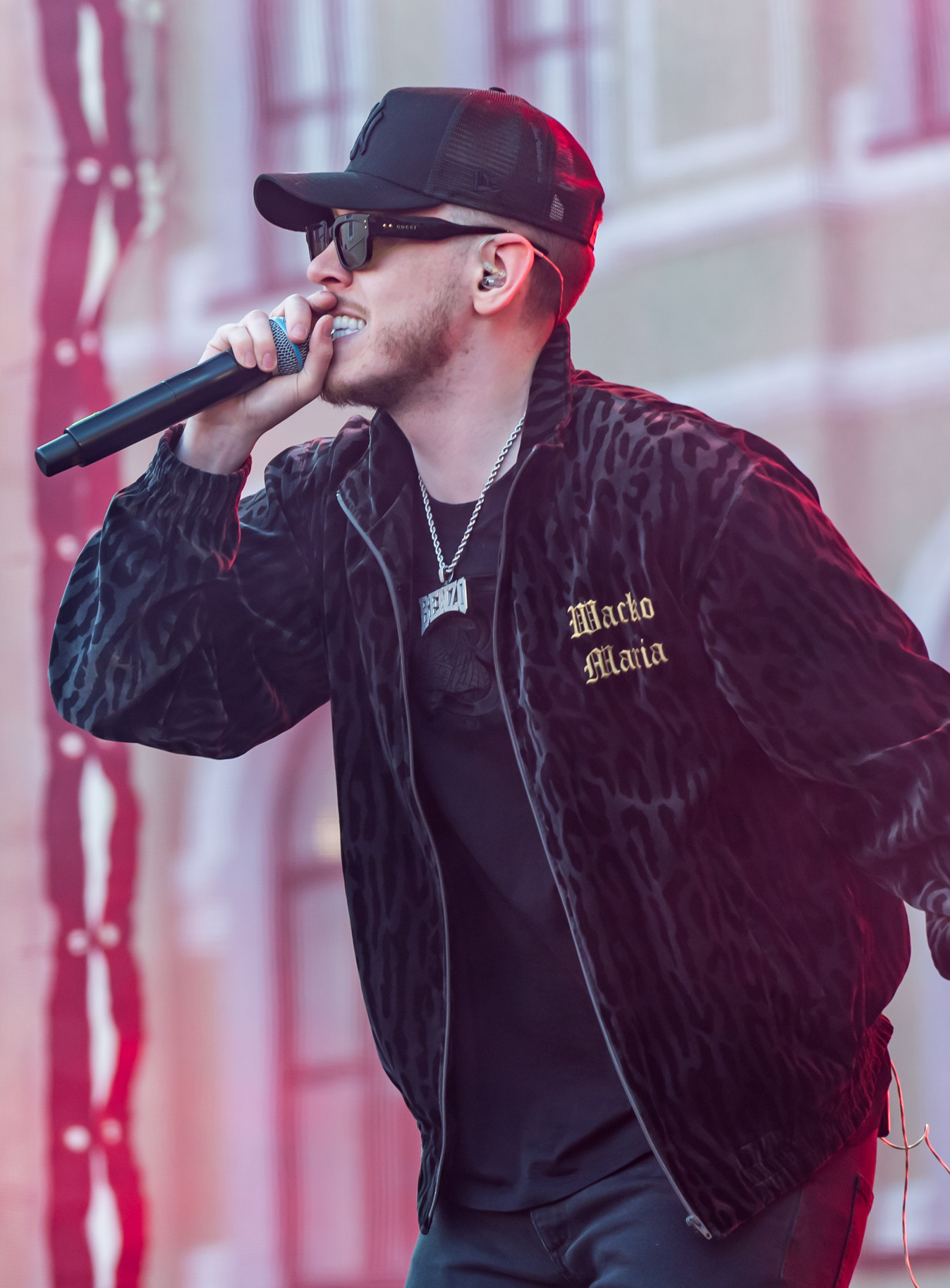
Big Baby Tape (2023)

Big Baby Tape (bürgerlich Jegor Olegowitsch Rakitin; geboren am 5. Januar 2000 in Moskau) ist ein russischer Rapper und Songwriter. Er ist Gründer und Anführer der Benzo Gang Association. Er tritt auch unter den Pseudonymen DJ Tape und dem Alter Ego Tape LaFlare auf.

## Leben

### Frühe Jahre: Jugend, Beginn der Musikkarriere
Big Baby Tape hat zwei zwei Jahre jüngere Zwillingsbrüder. Rakitin kam im Alter von 4 Jahren mit Rap in Berührung, als er zum ersten Mal Lieder von 50 Cent hörte, die ihn beeindruckten. Etwas später machte er Bekanntschaft mit den Songs von Gucci Mane, die einen Einfluss auf seine heutige Musik hatten. Im Alter von 12 Jahren begann er, Musik in dem Programm Fruity Loops zu erstellen, das ihm der Freund seiner Schwester gezeigt hatte. Zunächst drückte er wahllos verschiedene Knöpfe, ohne zu verstehen, wie das Programm funktioniert, und gab es bald auf. Bereits ein Jahr später kehrte Rakitin zur Arbeit mit diesem Programm zurück und hörte nicht auf, Beats (Hip-Hop-Instrumentals) zu erstellen, wobei er mehrere Jahre lang nicht mehr als einen Tag Pause machte. Zu verschiedenen Zeiten waren Madlib, DJ Zinc, DJ Rashad, DJ Smokey und DJ Paul seine Vorbilder im Beatmaking. Mit 15 Jahren nahm Rakitin den Künstlernamen DJ Tape an und plante sogar, ein instrumentales Musikalbum mit dem Titel DJ Tape 2000 zu veröffentlichen, aber der Release kam nicht zustande, da Rakitin das Projekt nicht auf das geplante Qualitätsniveau bringen konnte. Danach beschloss er, unter dem Künstlernamen Big Baby Tape Rap zu machen.

### 2017–2018:Hoodrich Tales–Dragonborn
Im Mai 2017 erschien Rakitins erstes 4-Track-Mini-Album Cookin’ Anthems. Ende 2017 lernte er Feduk kennen, als er sah, dass dieser seine Lieder in Instagram Stories hörte. In einem Interview für die Show „vDud“ (russ. „вДудь“) erklärte Feduk, dass Big Baby Tape zu seinen zwei Lieblingsrappern gehöre, und Big Baby Tape erlangte damit erstmals breite Aufmerksamkeit. In der Folge begann Rakitin, Instrumentals an Kollegen aus der Branche zu verkaufen.
Neben Feduk erregte Rakitin im Jahr 2018 auch die Aufmerksamkeit großer Künstler wie Kizaru, Boulevard Depo, Face und Pharaoh. Am 8. März 2018 erschien die gemeinsame Single „Hustle Tales“ mit Feduk. Am 1. Juni 2018 wurde das Debüt-Mini-Album Hoodrich Tales veröffentlicht, mit Gastauftritten von Polyana (MellowBite), Alizade, Boulevard Depo, Feduk und Rakitins Alter Ego Tape LaFlare. Das Hip-Hop-Portal „The Flow“ platzierte das Album auf Platz 37 der „50 besten inländischen Alben 2018“.
Am 16. November 2018 wurde das Debüt-Studioalbum Dragonborn veröffentlicht, das beim Label Warner Music Russia herauskam. An der Aufnahme des musikalischen Releases waren Boulevard Depo, Husky, Jeembo, i61, White Punk und andere beteiligt. Wenige Tage nach der Veröffentlichung des Albums erreichte der Track „Gimme the Loot“ die Spitzenposition in den Musikcharts von Apple Music, iTunes Store und „VKontakte“, und verdrängte damit die letzten Alben von Feduk und Allj. Er überholte auch „Sicko Mode“ von Travis Scott und „Thank U, Next“ von Ariana Grande auf der Website Genius. Außerdem arbeitete Rakitin mit jemandem wie Armais Karenovich Sarkisyan – einem jungen Beatmaker, der eine kleine Anzahl von Beats für seine Lieder gemacht hat, ohne ein eigenes Voice Tag zu verwenden, und unter dem Namen DJ Tape arbeitete.

### 2019–2021: Auflösung von Benzo Gang und „Arguments & Facts“
Am 8. März 2019 wurde auf dem offiziellen YouTube-Kanal des Kreativkollektivs Benzo Gang ein halbstündiges Video veröffentlicht, in dem Rakitin die Geschichte ihres Kennenlernens, die Arbeit innerhalb des Kollektivs und die Beziehungen zu jedem Mitglied erzählte. Im Verlauf des Monologs wurde bekannt, dass die geringe Produktivität der Mitglieder zur Auflösung des Kollektivs beigetragen hatte. Zunächst verließen Dope V, Cash Choppa und LilJPlug das Kollektiv auf Anweisung von Rakitin. Besonders im Video wurden seine Beziehungen zu Dimebag Plugg und die Nachrichten von Fans an diesen, die Rakitin in sozialen Netzwerken geschickt wurden, hervorgehoben. Grund für ihre schlechten Beziehungen waren Andres Probleme mit dem Gesetz, Drogen, seiner finanziellen Lage, Heuchelei sowie geringe Aktivität innerhalb des Kollektivs.
Am 10. Mai 2019 wurde Rakitins zweites Mini-Album mit dem Titel «Arguments & Facts» veröffentlicht.
Kurz nach der Veröffentlichung erregte das Album die Aufmerksamkeit des Florida-Rappers Leavemealone, der dort einen Auszug aus seinem Song entdeckte, der ohne Erlaubnis verwendet wurde, und beschuldigte Big Baby Tape des Plagiats. Der Streitpunkt war das Lied „Weight“, dessen Refrain im rhythmischen Muster fast identisch mit Leavemealones „Face“ war.
Nach diesen Ereignissen nahm Big Baby Tape eine Pause und veröffentlichte in anderthalb Jahren nur wenige Tracks. Im Jahr 2020, am zweiten Jahrestag des Albums Dragonborn, erklärte er, dass er an einem Album namens LaFlare arbeite, das 2021 erscheinen soll.

### 2021 bis heute: Zusammenarbeit mit kizaru, «Bandana I»
Im Zeitraum von Dezember 2020 bis Januar 2021 zeigte Big Baby Tape mehrere Snippets aus dem Album Bandana I. Es wurde erwartet, dass das Album bereits im Februar erscheint. Am 23. November 2021 wurde in Moskau das Album Bandana I präsentiert. In einem Interview vor dem Konzert erklärte Rakitin, dass Kizaru aufgrund seines Fahndungsstatus nicht in Russland auftreten könne. Es wurde beschlossen, den echten Rapper durch ein Hologramm zu ersetzen. Das Album selbst erschien am 22. Oktober 2021.
Im gesamten Jahr 2022 präsentierten sowohl Kizaru als auch Rakitin zahlreiche Snippets von Tracks des geplanten Albums «Bandana II». Aufgrund des Boykotts gegen Russland und der Schließung von Warner Music in Russland wurde jedoch beschlossen, die Veröffentlichung der Album auf unbestimmte Zeit zu verschieben.
Am 5. April 2023 wurde auf der offiziellen VKontakte-Seite des Künstlers ein Snippet eines Tracks aus dem für 2023 geplanten Album «Varskva» vorgestellt. Am 24. November 2023 wurde das Album veröffentlicht. An der Aufnahme des musikalischen Releases beteiligten sich Kizaru, Baby Melo, Huzzy Buzzy, Alblak 52 sowie Macan.

## Musikstil
Der Musikstil von Big Baby Tape wurde stark von den Werken von Gucci Mane und MF Doom beeinflusst. Er schöpft Inspiration aus der Musik amerikanischer Underground-Rapper wie KirbLaGoop, CHXPO, Goth Money Records und anderen. Zudem mischt er amerikanischen Straßenslang mit der russischen Sprache und vermittelt den klassischen Trap-Sound. Laut dem Künstler lernte er Englisch durch Videospiele und Songs: Er spielte Grand Theft Auto: San Andreas und The Elder Scrolls V: Skyrim und übersetzte Tracks von Eminem und 50 Cent auf Russisch.

## Diskografie

### Studioalben
- 2018: Dragonborn
- 2021: Bandana I (mit Kizaru)
- 2023: Varskva
- 2024: Peekaboo (mit Aarne)

### EPs
- 2018: Hoodrich Tales
- 2019: Arguments & Facts

### Mixtapes
- 2016: The Further Adventures Inside The Trap
- 2017: Cookin’ Anthem

### Singles (Auswahl)
| - 2017: Trailer Traphouse - 2017: One Love - 2017: Take A Lick 2017 Freestyle - 2017: Trap Medals (mit Tape LaFlare und Alizade) - 2017: Dave Chappelle - 2017: GUF (Tribute) (mit Tape LaFlare) - 2017: Neighborhood Hoe Freestyle - 2017: Go Go Tape - 2017: Big Dope (mit KirbLaGoop) - 2017: Wasabi - 2017: Gelato - 2017: Home Alone - 2018: Flip Phone Twerk - 2018: Hustle Tales (mit Feduk) - 2018: Point Em Out Freestyle - 2018: Gimme the Loot - 2019: Surname - 2019: Trap Luv - 2020: Errday - 2020: Balance - 2020: Kari | - 2021: Million - 2021: 99 Problems - 2021: Bandana - 2021: Big Tymers - 2021: So Icy Nihao - 2021: Mama Makusa - 2021: Dirrt - 2021: Slip & Slide - 2021: Веном (mit Platina) - 2021: Verliebt (russ. Влюбилась) (mit Molodoy Platon) - 2022: Vlaga (mit Arut) - 2022: Mein Weißer (russ. Мой белый) (mit Young Moscow) - 2022: Like A G6 - 2023: Hoodak MP3 (mit Aarne) - 2023: Dying 2 Live - 2023: M11 (mit ALBLAK 52) - 2024: BBTeam Freestyle - 2024: No Diddy - 2024: Turbo (Majestic) - 2024: Supersonic (mit Aarne) - 2024: Ameli (mit Aarne & Toxi$) |

Als Gastmusiker
- 2018: Twist It (OG Prince mit Big Baby Tape und Tveth)
- 2019: Gucci (Alizade mit Big Baby Tape)
- 2021: Stick Out (Kizaru mit Big Baby Tape)
- 2023: Zerkalo (russ. Зеркало) (Kizaru mit Big Baby Tape)
- 2023: Baby (huzzy b mit Big Baby Tape)